# Johan Falk: Leo Gaut
Johan Falk: Leo Gaut, es una película de acción estrenada el 7 de octubre de 2009 dirigida por Richard Holm. La película es la séptima entrega de la franquicia y forma parte de las películas de Johan Falk.
La película fue estrenada el mismo día que la sexta entrega de la franquicia Johan Falk: National Target.

## Historia
En un estacionamiento cerca de una escuela, un coche explota. Cuando Johan Falk y el equipo comienzan a investigar Falk se encuentra con un hombre de su pasado, que sirvió 8 años en prisión por asesinato.

## Personajes

### Personajes principales
| Actor            | Personaje          | Ocupación                |
| ---------------- | ------------------ | ------------------------ |
| Jakob Eklund     | Johan Falk         | Oficial de la Unidad GSI |
| Joel Kinnaman    | Frank Wagner       | Informante / Infiltrado  |
| Peter Andersson  | Leo Gaut           | Criminal                 |
| Meliz Karlge     | Sophie Nordh       | Oficial de la Unidad GSI |
| Mikael Tornving  | Patrik Agrell      | Jefe de la Unidad GSI    |
| Henrik Norlén    | Lasse Karlsson     | -                        |
| André Sjöberg    | Dick Jörgensen     | Oficial de la Unidad GSI |
| Jacqueline Ramel | Anja Månsdottir    | Detective Inspectora     |
| Lars G. Svensson | Lennart Jägerström | -                        |
| Zeljko Santrac   | Matte              | Oficial de la Unidad GSI |
| Marie Richardson | Helén Andersson    | -                        |

### Personajes secundarios
| Actor                       | Personaje        | Ocupación               |
| --------------------------- | ---------------- | ----------------------- |
| Jonas Sjöqvist              | Roger Nordh      | ex de Sophie            |
| Bahador Foladi              | Chris Amir       | -                       |
| Fredrik Dolk                | Peter Kroon      | Detective Inspector     |
| Helén Söderqvist Henriksson | Eva Gaut         | -                       |
| Jovan Siladji               | Gnistan Wedberg  | -                       |
| Emil Almén                  | Anders Lans      | -                       |
| Martin Aliaga               | Anton Montay     | -                       |
| Jovan Siladji               | Gnistan Wedberg  | -                       |
| Hanna Ullerstam             | Ann-Louise Rojas | -                       |
| Maria Nilsson Havrell       | Ingrid Heed      | -                       |
| Åsa Fång                    | Nadja Agrell     | Esposa de Patrick       |
| Isidor Alcaide Backlund     | Ola Falk         | Hijo de Johan y Helén   |
| Jonas Sjöqvist              | Roger Nordh      | exesposo de Sophie      |
| Tom Lidgard                 | Max Agrell       | Hijo de Patrick         |
| Liv Skoglund-Levin          | Signe Agrell     | Hija de Patrick         |
| Camilla Lundén              | Niki             | -                       |
| Tind Soneby                 | Caroline Gaut    | -                       |
| Oscar Berntsson             | Johnny Gaut      | -                       |
| Paolo Sappei                | -                | Bombero                 |
| Maria Alm Norell            | -                | Maestra                 |
| Jamil Drissi                | -                | -                       |
| Alexej Manvelov             | -                | Criminal                |
| William Legue               | -                | Criminal                |
| Iheb Hamzeh                 | -                | Criminal                |
| Clas Lindgren               | -                | Criminal                |
| Joy Andersson               | Jenny            | Niñera                  |
| Anders Eriksson             | -                | -                       |
| Carl Peter Carlsson         | -                | Agente de Tráfico       |
| Måns Ellmark                | -                | Oficial del Equipo SWAT |
| Bengt Magnusson             | -                | Presentador             |

## Producción
La película fue dirigida por Richard Holm, escrita por Fredrik T. Olsson, con el apoyo de Anders Nilsson y Joakim Hansson en la idea, concepto y personajes.
Producida por Holm y Joakim Hansson, con la participación de los ejecutivos Klaus Bassiner, Tomas Eskilsson, Lone Korslund, Claudia Schröder, Åsa Sjöberg, Henrik Stenlund, Berit Teschner (de ZDF) y Niva Westlin (de TV4) y el productor de línea Marcus Björkman. 
La edición estuvo a cargo de Sofia Lindgren.
La música estuvo bajo el cargo de Bengt Nilsson, mientras que la cinematografía en manos de Jens Jansson. 
La película fue estrenada el 7 de octubre de 2009 en con una duración de 1 hora con 30 minutos en Suecia.	
Contó con la participación de la compañía productora "Modern Studios". En el 2009 la película fue distribuida por "Nordisk Film" en DVD y por "TV4 Sweden" en televisión. Otras compañías involucradas fueron "LiteGrip" (en la provisión de equipo de cámaras) y "Ljudligan" (en el estudio de sonido).

### Emisión en otros países
| País     | Título                                       | Fecha de Estreno     |
| -------- | -------------------------------------------- | -------------------- |
| Alemania | GSI - Spezialeinheit Göteborg: Blutige Fehde | 7 de octubre de 2009 |
| Hungría  | Johan Falk: A túsz                           | -                    |
| Rusia    | Йохан Фальк: Лео Гаут                        | -                    |